# Chambre de commerce et d'industrie du Cantal
La chambre de commerce et d'industrie du Cantal est la CCI du département du Cantal. Son siège est à Aurillac, au 44, boulevard du Pont Rouge.
La chambre fait partie de la chambre régionale de commerce et d'industrie Auvergne.

## Missions
À ce titre, elle est un organisme chargé de représenter les intérêts des  entreprises du Cantal et de leur apporter certains services. C'est un établissement public qui gère en outre des équipements au profit de ces entreprises.
Comme toutes les CCI, elle est placée sous la tutelle du préfet du département représentant le ministère chargé de l'industrie et le ministère chargé des PME, du Commerce et de l'Artisanat.

### Service aux entreprises
- Centre de formalités des entreprises
- Assistance technique au commerce
- Assistance technique à l'industrie
- Assistance technique aux entreprises de service
- Point A (apprentissage)

### Gestion d'équipements
- Aéroport d'Aurillac, dont le gestionnaire est désormais la Communauté d'agglomération du Bassin d'Aurillac ;
- Village d'Entreprises du Rozier-Coren à Saint-Flour ;
- Village d'Entreprises de Tronquières à Aurillac.

### Centres de formation
- Pôle Formation

## Pour approfondir